# Свети Димитър (Дихово)
Вижте пояснителната страница за други значения на Свети Димитър.
„Свети Димитър“ или „Свети Димитрий“ (на македонска литературна норма: „Свети Димитар“, „Свети Димитриј“) е възрожденска православна църква в битолското село Дихово, Северна Македония. Църквата е под управлението на Преспанско-Пелагонийската епархия на Македонската православна църква – Охридска архиепископия.

## История
Църквата е обновена в 1835 – 1836 година, като разрешението за подновяване на храма е получено след настояване на Битолската гръцка община и на Вселенската патриаршия. Църквата обслужва нуждите на влашкото население в селото.

## Архитектура
Църквата е малка трикорабна сграда с интересно облицована камбанария, прилепена на западната фасада. Апсидалната конха от външна страна се отличава с високия прозорец в средата и дванадесетте плитки ниши, поставени по шест вляво и вдясно от него. На южната фасада има два отделни входа, от които единият е за наоса, а югоизточният – за директно влизане в олтарното пространство. Над наосния вход е изписан Свети Димитър до пояс и в подножието на тази нова фреска е изписана годината 1830. Според интериора църквата очевидно е пострадала през Първата светова война. В наоса и олтара няма следи от стенописи. Иконостасът е от три реда на икони от периода между двете световни войни. На повечето от тях е изписана годината 1931. Все пак са запазени и няколко икони от XVIII и XIX век. Ценно е изображението на Разпятието Христово от 1785 година, дело на известния корчански майстор Константин Зограф, работел заедно с брат си Атанас в някои подпелистерски селища като Дихово, Велушина и Претор.